# La Chapelle-Engerbold
La Chapelle-Engerbold é uma ex-comuna francesa na região administrativa da Normandia, no departamento de Calvados. Estendeu-se por uma área de 4,1 km². Em 2010 a comuna tinha 116 habitantes (densidade: 28,3 hab./km²).
Em 1 de janeiro de 2017 foi fundida com as comunas de Condé-sur-Noireau, Lénault, Proussy, Saint-Germain-du-Crioult e Saint-Pierre-la-Vieille para a criação da nova comuna de Condé-en-Normandie.